# Bionville
Bionville és un municipi francès, situat al departament de Meurthe i Mosel·la i a la regió del Gran Est.